# 萬邦寧
萬邦寧（？—？），字惟咸，號涵春，自号须头陀，四川夔州府奉节县人。明朝政治人物。

## 生平
诗四房，戊戌十月十九日生。萬曆四十六年（1618年）戊午科四川鄉試第六十八名舉人，天啓二年（1622年）壬戌科会试二百名，三甲第九十九名進士。大理寺观政，本年授南宁府推官，四年调桂林府，本省同考，养病。他采集历代茶事，撰有《茗史》二卷。